# Буфтя
Бу́фтя (рум. Buftea) — город в Румынии, фактически пригород Бухареста, административный центр жудеца Илфов. В Буфтя расположена единственная крупная киностудия Румынии, MediaPRO studio.

## История
15 июня 1577 года воевода Валахии Александр II Мирча основал поселение на реке Колентина, которое позже стало городом Буфтя. Город носит современное название с 20 июля 1752 года. Большую часть своей истории он входил в состав княжества Валахия.

## Расположение
Буфтя расположена в 20 км к северо-западу от Бухареста, в 40 км южнее Плоешты, на реке Колентина. В городе пересекаются две важных автомобильных дороги, DN 1 из Бухареста в Брашов и DN 7 из Бухареста в Питешти через Тырговиште. Параллельно автодорогам также проложены железные дороги. Около города расположены два крупнейших аэропорта Румынии, Генри Коанда и Аурел Влайку.